# Marine royale (Italie)
Pour les articles homonymes, voir Marine royale.
La marine royale (en italien, Regia Marina) est la marine militaire du royaume d'Italie de 1861 à 1946. Elle devient la marine militaire (en italien, Marina militare) lors de la proclamation de la République italienne.

## Histoire

### Origines
La Marine royale est issue de la réunion le 17 novembre 1860 des différentes marines de la Péninsule italienne, celles des royaumes de Naples, de Sardaigne, des États de Florence et pontificaux. Elle voit le jour le 17 mars 1861, lors de la proclamation du royaume d'Italie par le Parlement de Turin. La flotte, qui englobe également les hommes et les navires de la marine de Giuseppe Garibaldi et hérite des deux principales forces navales la composant, la Marine du royaume de Sardaigne et Marine du royaume des Deux-Siciles de Naples, dispose de nombreux navires à voile et à vapeur; elle hérite aussi de traditions des deux célèbres républiques thalassocratiques de Gênes et de Venise (annexées en 1797). Cependant, le manque de cohésion de ses différentes composantes limite son efficacité à ses débuts.

### Bataille de Lissa
Le « baptême du feu » de la nouvelle marine a lieu à la bataille de Lissa, près de l'île du même nom en mer Adriatique, dans le cadre de la troisième guerre d'Indépendance italienne en 1866, au cours de laquelle l'Italie est opposée à l'Empire austro-hongrois. Au cours de cette bataille, la dernière grande bataille où l'on utilise l'éperon, la flotte autrichienne inflige une sévère défaite à son homologue italienne, grâce surtout aux incompréhensions et aux erreurs commises par cette dernière. La Marine royale perd les cuirassés Re d'Italia et Palestro ainsi que 640 hommes. La cravate noire au double nœud que les marins italiens portent encore aujourd'hui sur leur tenue marque le deuil causé par cette défaite.

### De Lissa à la Première Guerre mondiale
Dans les années qui suivent la tragédie de Lissa, les forces armées se développent considérablement en se lançant dans la modernisation de la flotte, notamment en s'équipant de cuirassés modernes.
En 1885, elle participe à la prise de Massaoua et à la fondation de la colonie d'Érythrée.
En 1896, la corvette Magenta est le premier navire italien à réussir une circumnavigation du monde. L'année suivante, c'est à bord de navires de la Marine royale que Guglielmo Marconi réalise ses expériences pour le développement des communications radio.
En 1900, elle participe à l'intervention pour venir en aide aux troupes défendant les légations occidentales à Pékin pendant la révolte des Boxers. Des hommes et des navires italiens demeurent en Chine dans la concession italienne de Tianjin ainsi qu'à Shanghai et dans d'autres ports jusqu'en 1947.
En 1908, les navires de la Marine royale apportent leur assistance à la population de Messine et de Reggio de Calabre à la suite du tremblement de terre et du raz-de-marée.
Le lieutenant de vaisseau Mario Calderara (it) est, en 1909, le premier titulaire du brevet de pilote d'avion en Italie.
Lors de la guerre italo-turque en 1911 et 1912, la Marine royale mène des opérations au cours desquelles elle obtient ses premières victoires navales et utilise, pour la première fois dans le monde, l'avion comme arme de guerre.

### Pendant laGrande Guerre
Lorsque l'Italie entre en guerre le 24 mai 1915 contre les Empires centraux, allemand, austro-hongrois et ottoman, la marine royale se voit confier des missions de surveillance de l'Adriatique et de blocage des approvisionnements maritimes de l'Autriche-Hongrie via le blocage du canal d'Otrante.
Son budget en 1914 est l'équivalent de 1,545 milliard de francs valeur 1930 (contre 3,2 milliards pour la marine française). Son ordre de bataille, au 1er juin 1915, est le suivant. :
- 3 dreadnoughts (plus 3 en achèvement);
- 11 pré-dreadnoughts;
- 2 croiseurs légers;
- 20 destroyers récents (13 en achèvement);
- 11 sous-marins récents (9 en achèvement).

Pendant le conflit, un gros effort est consacré au développement de la composante aérienne. Outre les avions basés à terre, la marine utilise des hydravions embarqués à bord. De nouvelles armes d'assaut sont conçues et réalisées, comme la torpille Torpedine Semovente Rossetti (mignatta) qui est guidée par un équipage et dotée de deux charges explosives de 175 kg chacune. Des unités rapides d'assaut sont créées, comme le MAS (Motoscafo Anti Sommergibile), une unité légère, rapide, armée de mitrailleuses, de torpilles et de bombes anti-sous-marines développées dans le but de mener des missions de sabotage des ports ennemis de la haute Adriatique et de contrer les sous-marins.
En outre, l'Italie construit et maintient en service divers cuirassés, bien que ces derniers ne prennent part à aucune bataille navale d'envergure. En effet, les marines italiennes et autrichiennes se contentent pendant la plus grande partie du conflit de surveiller plutôt passivement l'ennemi. Les deux nations entreprennent cependant quelques manœuvres. Ainsi les Autrichiens sabotent et coulent les cuirassés Benedetto Brin à Brindisi le 27 septembre 1915 et Leonardo da Vinci à Tarente le 2 août 1916. De son côté, la marine royale fait usage des MAS 21 et MAS 15 pour envoyer par le fonds le cuirassé hongrois SMS Szent István (« Saint Étienne ») le 10 juin 1918 lors de la mission commandée par le capitaine de corvette Luigi Rizzo, entrée dans l'histoire sous le nom de « Impresa di Premuda ». Elle utilise également un premier type de mignatta qui entre dans le port de Pola et coule le navire amiral austro-hongrois Viribus Unitis le 1er novembre 1918.

### Entre les deux guerres

#### Développement de la flotte
La conférence de Washington sur le désarmement naval après la guerre, conclue en février 1922 avec le traité naval de Washington, établit la parité du tonnage global entre les marines italienne et française, aussi bien pour les navires de guerre (175 000 tonnes chacun) que pour les porte-avions (60 000 tonnes chacun). Cette décision influence le développement de la flotte italienne entre les deux guerres en imposant le maintien de l'équilibre avec la France.
Le gouvernement fasciste décide de moderniser la marine, afin d'être en mesure de concurrencer la flotte de la Méditerranée de la marine britannique, mais aussi de la Marine nationale française. Entre la fin des années 1920 et le début des années 1930 est lancée la construction des croiseurs lourds de 10 000 tonnes, après celle des contre-torpilleurs, torpilleurs et des cuirassés de la classe Littorio. L'effort de construction des sous-marins est particulièrement soutenu. En juin 1940, avec 113 sous-marins, la marine royale se place au premier rang en nombre d'unités et au deuxième en tonnage, juste derrière la marine nationale française.
Afin de minimiser, en théorie, l'impact d'une rencontre entre les navires italiens et les bâtiments britanniques ou français, la marine base sa stratégie de développement sur des navires rapides destinés à combattre en Méditerranée, le rayon d'action pouvant être alors sacrifié au profit de la vitesse. Dans cette optique, elle développe des canons de calibre inférieur mais à plus longue portée que les canons britanniques. En outre, afin de gagner en vitesse, les nouveaux navires italiens sont dotés d'un blindage plus léger, comme le croiseur Giovanni delle Bande Nere.

#### Création de la force aérienne
En 1923, le matériel, les bases et le personnel de la composante aérienne de la marine passent, en même temps que l'effectif, le matériel et les structures aériennes de l'armée royale, sous le commandement et le contrôle de la nouvelle force armée aérienne. Par conséquent, la coordination entre les composantes aérienne et navale perd de son efficacité. Ce qui, joint à une politique de développement des armements orientée vers la construction de grands navires de guerre qui délaisse totalement les porte-avions (Mussolini considérait l'Italie comme un porte-avion naturel) et en grande partie les moyens aéronavals, influence négativement le cours des batailles navales des forces armées italiennes dans la Méditerranée au cours de la Seconde Guerre mondiale.

#### Intervention en Espagne
Entre 1936 et 1939, à la suite du soutien que Mussolini apporte aux partisans de Francisco Franco, la marine prend part à la guerre civile espagnole en assurant la protection des convois de troupes et d'armes et en bloquant les côtes ibériques.

### Seconde Guerre mondiale

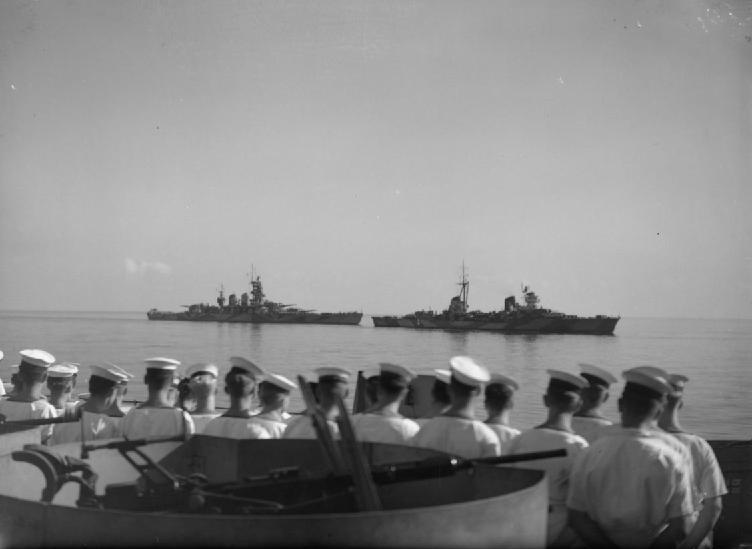
Des marins britanniques observent le cuirassé Littorio et un croiseur de la Régia Marina lors de l'armistice italien en 1943.

Lorsque l'Italie entre en guerre le 10 juin 1940, la marine royale est la 5e du monde et possède des cuirassés neufs ou profondément modernisés avec lesquels elle défie la suprématie britannique en Méditerranée. Elle manque cependant d'aéronautique navale, Mussolini considérant l'Italie comme un porte-avions insubmersible mouillé en Méditerranée. Dans la nuit du 11 au 12 novembre 1940, des avions torpilleurs britanniques Fairey Swordfish du porte-avions HMS Illustrious attaquent la flotte italienne dans la base navale de Tarente. Cet événement, appelé la nuit de Tarente, porte un grand coup à la marine italienne dont les cuirassés Conte di Cavour, Caio Duilio et Littorio sont torpillés alors que l'assaillant ne subit que des pertes légères : seuls deux de ses vingt Swordfish sont abattus. Des mois de réparation sont nécessaires pour les cuirassés Littorio et Caio Duilio, et le Conte di Cavour ne reprendra jamais le combat. Cette attaque historique est une des sources d'inspiration des Japonais pour leur attaque contre la flotte américaine à Pearl Harbor en décembre 1941.
Le 27 novembre 1940, la marine royale affronte la flotte britannique lors de la bataille du cap Teulada. Entre le 27 et le 29 mars 1941, la flotte britannique inflige un autre coup dur aux Italiens à la bataille du cap Matapan, où ceux-ci perdent trois croiseurs et deux contre-torpilleurs, tandis que les Britanniques ne perdent qu'un avion torpilleur. Le plus grand succès de la marine royale pendant la guerre est la pose de mines sur les cuirassés britanniques mouillés dans le port d'Alexandrie le 19 décembre 1941.
Le peu de trafic commercial dans la Méditerranée, en comparaison des nombreux convois envoyés par les États-Unis entre les deux rives de Atlantique pour ravitailler leurs alliés européens, entraîne l'implication de quelques sous-marins italiens souvent basés à Bordeaux dans la bataille des convois.
D'autres forces navales italiennes, parmi lesquelles des vedettes lance-torpilles MAS et des hommes et du matériel de la X MAS, opèrent en mer Noire, aux côtés des Allemands, afin de bloquer le trafic naval soviétique, aussi bien militaire que commercial.
Au cours de la guerre, les navires italiens, bien qu'ayant la réputation d'avoir été bien conçus, pèchent par leur faible armement anti-aérien et surtout par l'absence de radar. Ce dispositif dont dispose la flotte britannique, le décryptage des messages chiffrés par Enigma, ainsi que la suprématie absolue du ciel des Britanniques (donc le manque de couverture aérienne italienne), a une énorme influence sur l'issue de nombreuses batailles en faveur de la flotte britannique. À la fin de la guerre, la marine royale avait perdu presque 700 000 tonnes alors qu'elle n'en avait coulé que 470 000, et elle a aussi perdu près de 36 000 marins.
Les principaux navires perdus sont 2 cuirassés, 16 croiseurs, 58 contre-torpilleurs et torpilleurs, 128 sous-marins et 76 escorteurs. En septembre 1945, il ne reste à flot que cinq cuirassés, neuf croiseurs, onze contre-torpilleurs et torpilleurs, onze sous-marins et 46 escorteurs.
Selon les ordres reçus après l'armistice signé avec les Alliés le 3 septembre 1943, les navires, hommes et matériel de marine royale sont consignés, pour presque la totalité, par les forces britanniques et américaines. Un accord de coopération avec les ex-ennemis permet aux marins italiens de continuer à combattre aux côtés de ceux-ci pour libérer le pays de l'occupation nazie.

## Flotte

### Unités de la Première Guerre mondiale

#### Cuirassés
- basés à Venise:
  - Classe Re Umberto: Sardegna
  - Classe Saint Bon: Ammiraglio di Saint Bon, Emanuele Filiberto
- basés à Durazzo:
  - Classe Duilio: Dandolo
- basés à Tarente:
  - Classe Regina Margherita: Regina Margherita, Benedetto Brin
  - Classe Regina Elena: Regina Elena, Vittorio Emanuele, Napoli, Roma
  - Classe Dante Alighieri: Dante Alighieri
  - Classe Cavour: Conte di Cavour, Giulio Cesare, Leonardo da vinci

#### Croiseurs
- basés à Brindisi:
  - Classe Garibaldi: Giuseppe Garibaldi, Varese, Francesco Ferruccio
  - Classe Vettor Pisani: Vettor Pisani
  - Classe Lombardia: Lombardia, Liguria, Elba, Puglia
  - Classe Libya: Libya
- basés à Tarente:
  - Classe Pisa: Pisa, Amalfi, Georgios Averoff
  - Classe San Giorgio: San Giorgio, San Marco
  - Classe Piemonte: Piemonte

#### Contre-torpilleursetTorpilleurs
- basés à Tripoli:
  - Classe Lampo: Ostro, Lampo
- basés à Tobrouk:
  - Classe Lampo: Euro, Strale
- basés à Valona:
  - Classe Lampo: Dardo
- basés à Brindisi:
  - Classe Nembo: Nembo, Turbine, Espero, Borea, Aquilone
  - Classe Ardito: Ardito, Ardente
  - Classe Audace: Audace, Animoso
  - Classe Pilo: Francesco Nullo
- basés à Venise:
  - Classe Nembo: Zeffiro
  - Classe Soldati Artigliere: Bersagliere, Garibaldino, Corazziere, Lanciere, Artigliere
  - Classe Soldati Alpino: Alpino, Fuciliere, Pontiere, Ascaro
- basés à Tarente
  - Classe Soldati Artigliere: Granatiere
  - Classe Indomito: Impavido, Insidioso, Irrequieto
- basés à La Spezia:
  - Classe Indomito: Impetuoso

### Unités de la Seconde Guerre mondiale

#### Porte-avions

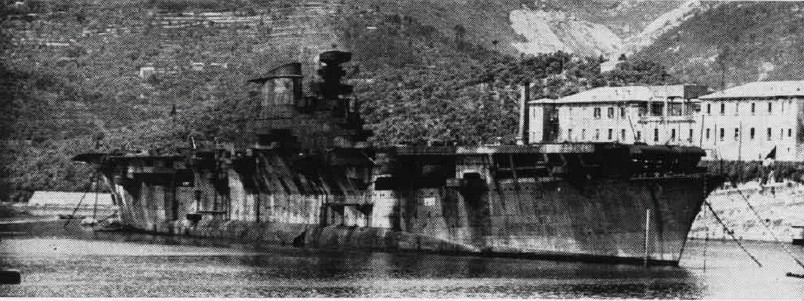
LAquila à La Spezia en juin 1951, peu avant d'être démoli.

- Classe Aquila : Aquila (paquebot Roma transformé mais jamais utilisé) et Sparviero (navire civil Augustus modifié, mais jamais terminé)

#### Cuirassés
- Classe Cavour : Conte di Cavour, Giulio Cesare (navire de la Première Guerre mondiale modernisé) - 10 canons de 320 mm, 27 Nœuds, 25 000 t
- Classe Duilio : Andrea Doria, Caio Duilio (navire de la Première Guerre mondiale modernisé) - 10 canons de 320 mm, 27 nœuds, 25 000 t
- Classe Littorio : Littorio (rebaptisée Italia après l'armistice du 8 septembre 1943), Vittorio Veneto, Roma, Impero (non terminé) - 9 canons de 381 mm, 30 nœuds, 45 000 t

#### croiseurs lourds
- Classe Trento: Trento, Trieste, Bolzano - 8 canons de 203 mm, 36 nœuds, 10 000 t
- Classe Zara: Zara, Fiume, Gorizia, Pola - 8 canons de 203 mm, 36 nœuds, 10 000 t

#### Croiseurslégers
- Classe Condottieri
  - Type da Giussano: Alberto da Giussano, Alberico da Barbiano, Bartolomeo Colleoni, Giovanni dalle Bande Nere
  - Type Cadorna: Luigi Cadorna, Armando Diaz
  - Type Duca d'Aosta: Emanuele Filiberto Duca d'Aosta, Eugenio di Savoia
  - Type Duca degli Abruzzi: Luigi di Savoia Duca degli Abruzzi, Giuseppe Garibaldi
  - Type Montecuccoli: Raimondo Montecuccoli, Muzio Attendolo
- Classe Capitani Romani: Attilio Regolo, Giulio Germanico, Pompeo Magno, Scipione Africano, Ulpio Traiano, Caio Mario, Paolo Emilio, Cornelio Silla, Ottaviano Augusto, Vispiano Agripa, Claudio Druso, Claudio Tiberio.

(seuls les 4 premiers ont été achevés).
- Classe « Etna » : Etna, Vesuvio (ex-Siamois - inachevés)
- Navires : Taranto, San Giorgio et Bari

#### Contre-torpilleursetTorpilleurs

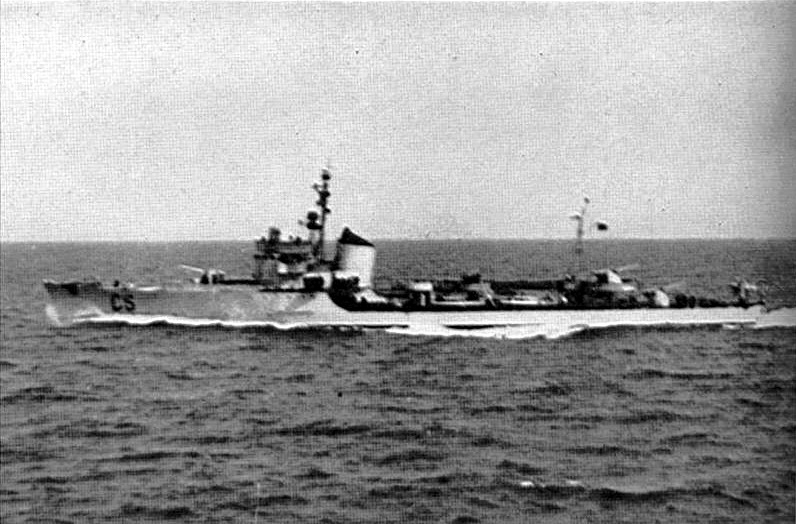
Le torpilleur Cassiopea de classe Spica.

- Classe Leone: 3 unités - 2 283 t
- Classe Navigatori: 12 unités - 2 010 t, parmi lesquels le Leone Pancaldo
- Classe Oriani o "Poeti": 4 unités - 1 950 t, parmi lesquels le Vittorio Alfieri et le Giosué Carducci
- Classe Soldati: 12 unités (répartis entre les classes "Soldati-I serie" ou "Camicia Nera"parmi lesquels le "Bersagliere"et « l'Alpino » et Soldati-II serie): 7 unités - 1 620 t, parmi lesquels le « Velite »
- Classe Grecale: 4 unités - 1 449 t, parmi lesquels le Grecale, le Scirocco
- Classe Dardo: 4 unités - 1 450 t, parmi lesquels le Strale
- Classe Mirabello: 2 unités - 1 383 t
- Classe Folgore: 4 unités - 1 220 t
- Classe Borea: 8 unités - 1 092 t
- Classe Sauro: 4 unités - 1 058 t
- Classe Sella: 2 unités - 935 t
- Classe Spica: 23 unités - 808 t

#### Sous-marins
- Classe Serie 600
  - Classe 600-Serie Acciaio: 13 unités - 715 t, parmi lesquels le Bronzo et le Cobalto
  - Classe 600-Serie Adua: 17 unités - 698 t, sous-marins côtiers, parmi lesquels l'Alagi, l’Ascianghi, l’Axum, le Dagabur, le Dessiè et le Scirè
  - Classe 600-Serie Argonauta: 7 unités - 665 t, parmi lesquels le Salpa
  - Classe 600-Serie Perla: 10 unités - 700 t, parmi lesquels l’Iride et l'Ambra
  - Classe 600-Serie Sirena: 12 unités - 701 t
- Classe Archimede: 2 unités - 985 t
- Classe Argo: 2 unités - 794 t
- Classe Balilla: 4 unités - 1 450 t, parmi lesquels l'Enrico Toti
- Classe Bandiera: 4 unités - 941 t
- Classe Bragadin: 2 unités - 981 t
- Classe Brin: 5 unités - 1 016 t
- Classe Cagni: 4 unités - 1 708 t
- Classe Calvi: 5 unités - 1 550 t
- Classe Classe R: 2 unités - 2 210 t Romolo et Remo
- Classe Fieramosca: 1 unité - 1 556 t
- Classe Flutto-I serie: 8 unités - 958 t
- Classe Flutto-II serie: 8 unités - 958 t
- Classe Foca: 3 unités - 1 333 t
- Classe Glauco: 2 unités - 1 055 t
- Classe Liuzzi: 4 unités - 1 187 t, parmi lesquels le Bagnolini
- Classe Mameli: 3 unités - 830 t
- Classe Marcello: 11 unités - 1 063 t
- Classe Marconi: 6 unités - 1 195 t, parmi lesquels le Gugliemo Marconi
- Classe Micca: 1 unité - 1 570 t
- Classe Pisani: 4 unités - 880 t, parmi lesquels le Vettor Pisani
- Classe Settembrini: 2 unités - 953 t
- Classe Squalo: 4 unités - 933 t

## Missions principales

### Troisième Guerre d'Indépendance
- Bataille de Lissa (1866)

### Guerre italo-turque (1911-1912)
- Combat de Prévéza (1911)
- Combat d'Igoumenista (1911)
- Bataille de Kunfuda (1912)

### Première Guerre mondiale
- Bataille du détroit d'Otrante (1917)

### Seconde Guerre mondiale
- Bataille de Punta Stilo (9 juillet 1940), également connue sous le nom de Bataille de Calabre.
- Bataille du cap Spada (19 juillet 1940), Bartolomeo Colleoni torpillé.
- Nuit de Taranto (11 novembre 1940), également connue sous le nom d'Operation Judgement.
- Bataille du cap Teulada (27 novembre 1940), également connue sous le nom de Bataille du Cap Spartivento.
- Attaque de la base britannique de la baie de la Sude, Crète : HMS York et deux pétroliers coulés (26 mars 1941).
- Bataille du cap Matapan, Pola, Zara, Fiume, Vittorio Alfieri et Giosuè Carducci coulés (27 mars 1941).
- Bataille de Syrte (1941).
- Les HMS Valiant et HMS Queen Elizabeth sont coulés dans le port d'Alexandrie, lors d'une opération de nageurs de combat SLC italiens de la Xa MAS (19 décembre 1941).
- Seconde bataille de Syrte (22 mars 1942).
- Bataille de mi-juin (1942), également connue sous le nom d' Opération Harpoon.
- Bataille de mi-août (1942), également connue sous le nom d' Opération Pedestal.